# Anders Lervad
Anders Olesen Andersen Lervad (født 26. februar 1863, død 16. oktober 1942 i Askov) var kendt som husflidslærer og senere producent af sløjdhøvlebænke og væve og grundlægger af firmaet Anders Lervad & Søn i Askov.

## Baggrund
Anders var søn af gårdmand Mads Andersen og hustru Ellen Kirstine Skov, der boede på en gård i byen Lervad. Den 20. juli 1891 fik Anders bevilling til at tilføje stednavnet Lervad til sit døbenavn. 

## Privatliv
Den 30. juli 1891 blev han i Føvling Kirke gift med Else Marie Sørensen, født 13. april 1861 i Stenderup i Føvling Sogn. Parret fik børnene:
- Harald Andersen Lervad (født 4. februar 1893)
- Aage Andersen Lervad (født 9. februar 1895)
- Sigurd Andersen Lervad (født 4. november 1896)
- Margrethe Lervad (født 30. juli 1899)
- Gudmund Andersen Lervad (født 12. maj 1904).

## Karriere
Anders Lervad havde gode evner, så han straks efter konfirmationen kom til at undervise tre år i Føvling skole (1877-1880). Efterfølgende blev han uddannet til snedker og var soldat, inden han i 1886 var på Dansk Husflidsselskabs (DHS) husflidslærerkursus. Han var husflidslærer i Føvling og ved Mårslet Husflidsskole, inden han i 1889 blev ansat på Askov Sløjdskole hos sløjdpioneren Søren Larsen Meldgaard til at varetage husfliden, mens Meldgaard tog sig af sløjden. Efter Meldgaards død 27. august 1894 skiltes sløjden og husfliden efter krav fra DHS. Meldgaards Husflids- og Sløjdskole blev videreført som Askov Sløjdlærerskole af højskolelærer Jørgen Rasmussen Kirkebjerg. 
Marie og Anders Lervad drev dernæst sammen Askov Husflidsskole fra 1895 til Maries død i 1922 med vinterkurser i snedkeri, træskæring, kurvemageri, bogbinding med mere. Her påbegyndtes også en produktion af væve og høvlebænke samt salg af tilhørende udstyr. Fremstillingen af væve udsprang af Lervads samarbejde med Jenny la Cour, der drev en væveskole i Askov. Oprindeligt deltog både Meldgaard og Lervad i produktudviklingen af den oprindeligt svenske vævestol, der sidenhen blev Lervads kendetegn ved siden af sløjdhøvlebænken.
Efter Maries død i 1922 og husflidsskolens ophør videreførte Lervad værkstedet, der hovedsagelig producerede væve og høvlebænke, men også bogbinderværktøj. Dette blev Lervads firma.

### Firmaets eftermæle
Firmaet blev i 1925 overtaget af den ældste søn, Harald Lervad, og videreført under navnet Anders Lervad & Søn. Harald var snedkeruddannet og ansat i faderens virksomhed fra 1919. Da virksomheden voksede, og lokalerne på Vejenvej blev for små, flyttedes firmaet i 1964 til Ø. Skibelundvej, sydøst for Askov.
I 1998 ophørte fremstillingen af væve. Firmaet er i dag solgt og ikke længere i familieeje.